# U-Bahnhof Zitadelle

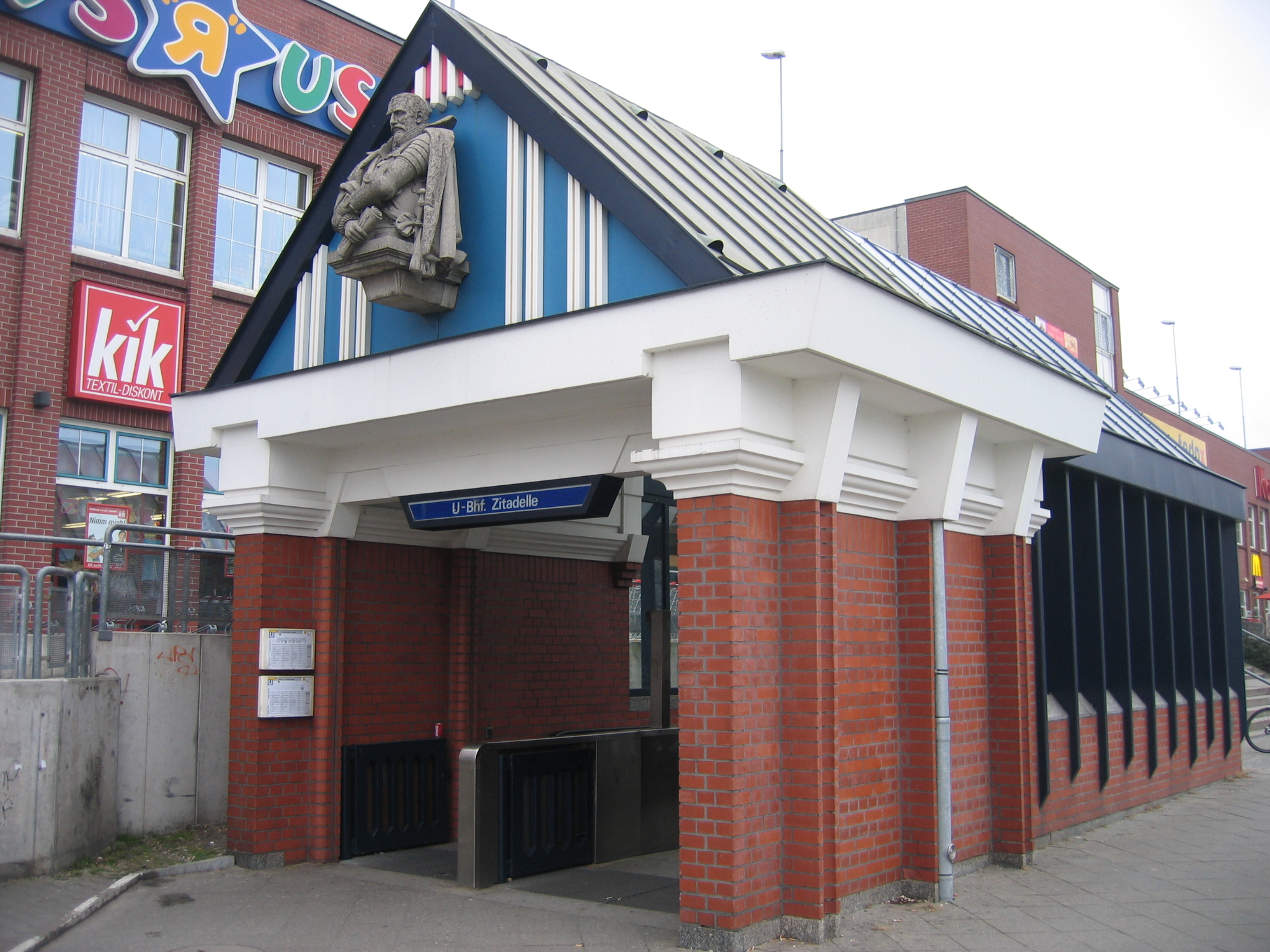
Bahnhofseingang in der Straße Am Juliusturm

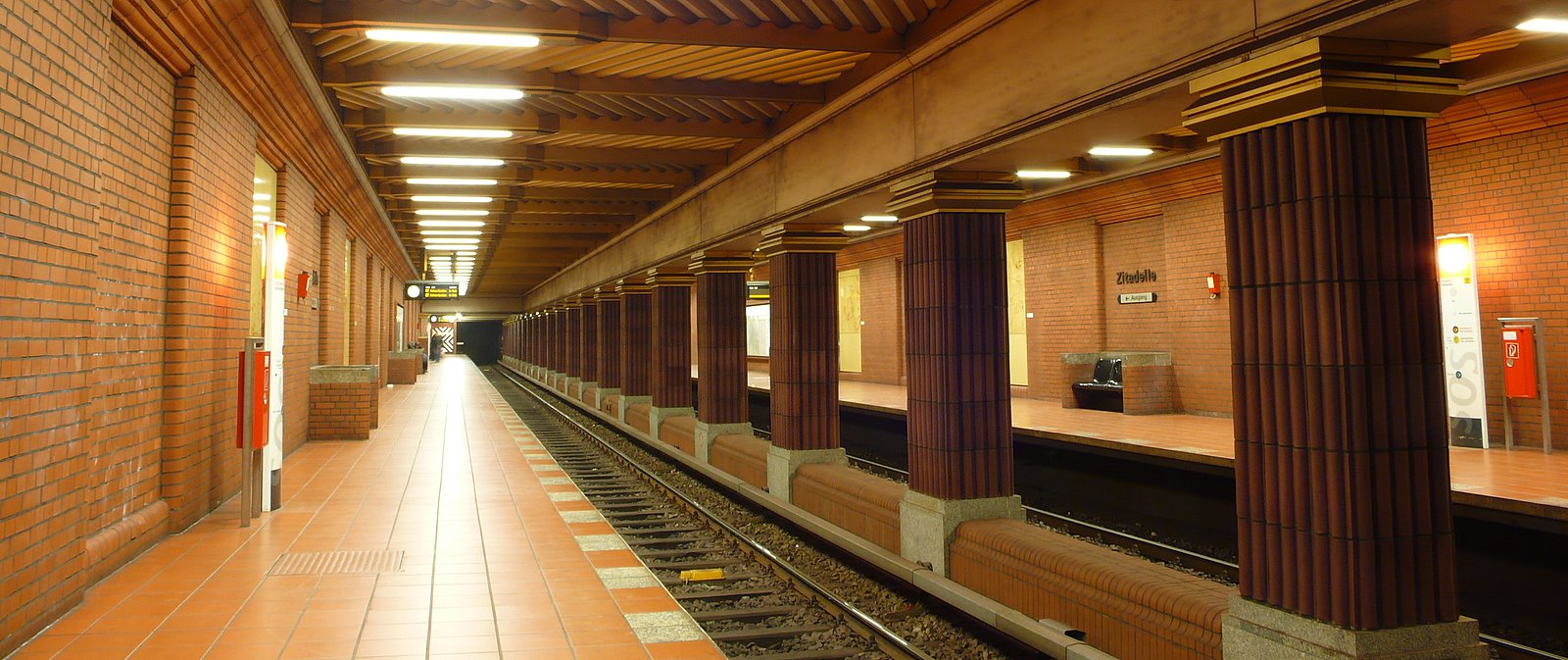
Seitenbahnsteige

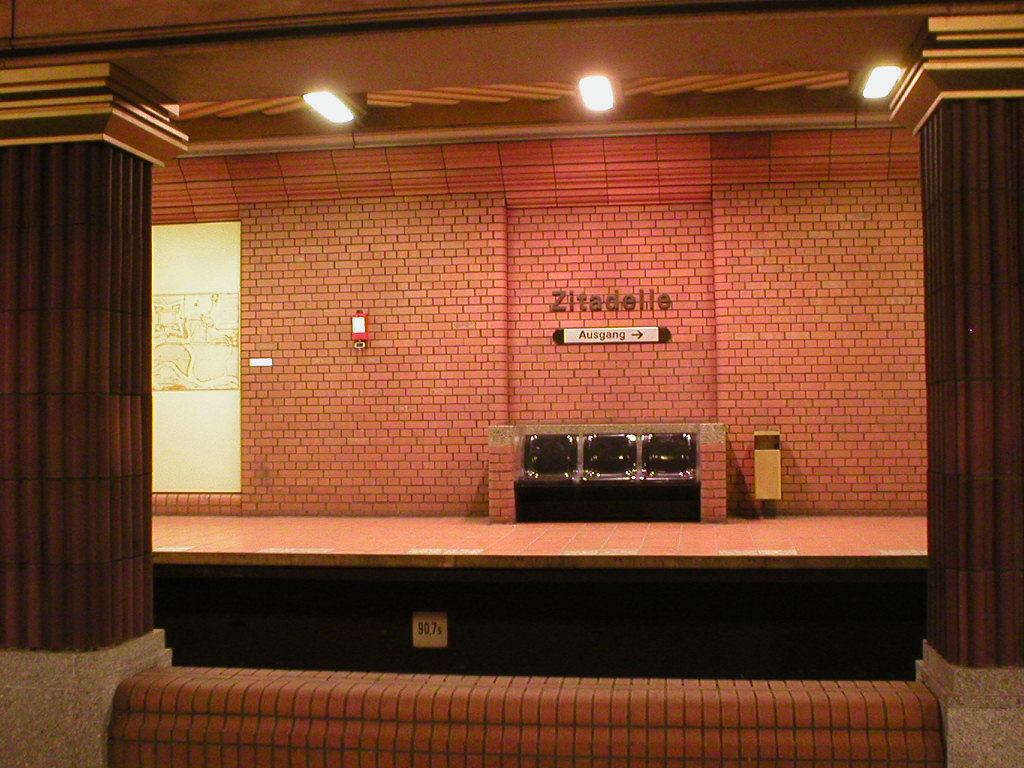
Bahnsteigdetail

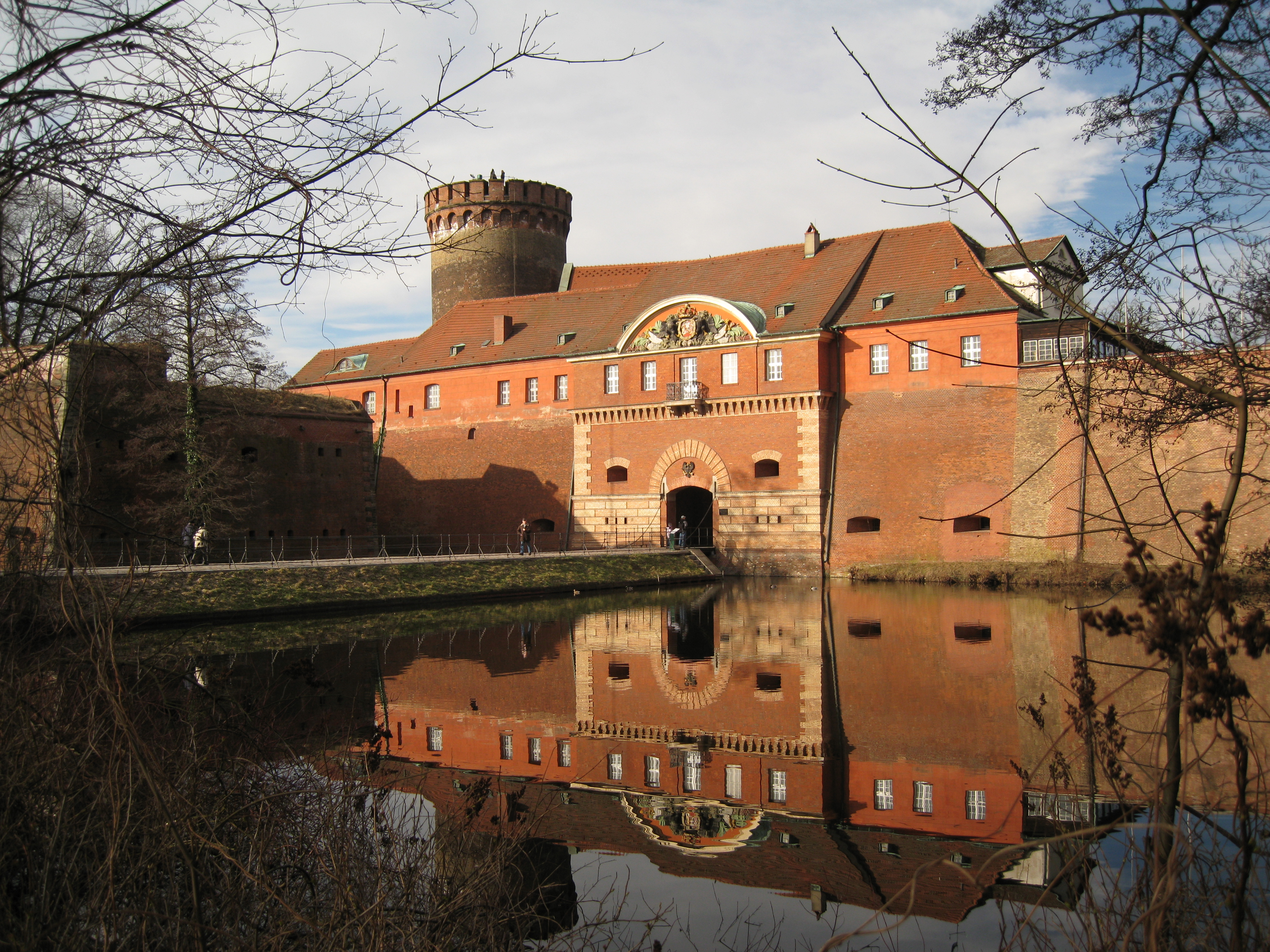
Die nahegelegene Zitadelle Spandau diente als Vorlage der Innengestaltung

Der U-Bahnhof Zitadelle ist eine Station der Berliner U-Bahn-Linie U7. Er wurde am 1. Oktober 1984 im Zuge der Verlängerung der U7 zum Rathaus Spandau eröffnet. Er befindet sich im Ortsteil Haselhorst des Bezirks Spandau in der Nähe der gleichnamigen Zitadelle Spandau, einer alten Festung, worauf auch die Innengestaltung des Bahnhofs anspielt.
Dieser Bahnhof grenzt sich durch seine Seitenbahnsteige erheblich von der Gestaltung des nordwestlichen Teils der Linie U7 ab, auf der in der Regel nur Mittelbahnsteige gebaut wurden.
Bei der Planung dieser Station wurde der Name Am Juliusturm verwendet, um die Lage unter der gleichnamigen Straße zu verdeutlichen. Da aber in der weiteren Gestaltung auf die nahegelegene Zitadelle Spandau eingegangen wurde, verwendete man den Namen Zitadelle.
Auffällig sind die vom Architekten Rainer G. Rümmler entworfene verklinkerte Bahnhofswand und die aufwendig gestalteten Eingangsportale. An der Bahnhofswand hängen Stadtpläne und Fotos von Persönlichkeiten der ehemals unabhängigen Stadt Spandau.
Ursprünglich bis 2016 sollte der Bahnhof barrierefrei umgebaut und mit drei Aufzügen ausgestattet werden. Der erste Aufzug (vom stadtauswärtigen Bahnsteig zur Zwischenebene) ging am 22. Dezember 2016 in Betrieb. Der zweite Aufzug vom stadteinwärtigen Bahnsteig zum Zwischengeschoss folgte im Mai 2017, der dritte Aufzug zur Oberfläche war im September 2017 betriebsbereit. Die Kosten für die drei Aufzüge sowie für den Einbau eines neuen Bahnsteigbodens mit Blindenleitsystem betrugen rund 2,5 Millionen Euro.
Im März 2017 wurde bekanntgegeben, den U-Bahnhof – zusammen mit sechs weiteren der nördlichen U7 – unter Denkmalschutz zu stellen.

## Anbindung
| Linie | Verlauf |
| ----- | --- |
|       | Rathaus Spandau – Altstadt Spandau – Zitadelle – Haselhorst – Paulsternstraße – Rohrdamm – Siemensdamm – Halemweg – Jakob-Kaiser-Platz – Jungfernheide – Mierendorffplatz – Richard-Wagner-Platz – Bismarckstraße – Wilmersdorfer Straße – Adenauerplatz – Konstanzer Straße – Fehrbelliner Platz – Blissestraße – Berliner Straße – Bayerischer Platz – Eisenacher Straße – Kleistpark – Yorckstraße – Möckernbrücke – Mehringdamm – Gneisenaustraße – Südstern – Hermannplatz – Rathaus Neukölln – Karl-Marx-Straße – Neukölln – Grenzallee – Blaschkoallee – Parchimer Allee – Britz-Süd – Johannisthaler Chaussee – Lipschitzallee – Wutzkyallee – Zwickauer Damm – Rudow |

Am U-Bahnhof bestehen Umsteigemöglichkeiten von der Linie U7 zur Omnibuslinie X33 der BVG.